# Titanoeca incerta
Titanoeca incerta är en spindelart som först beskrevs av Josef Nosek 1905.  Titanoeca incerta ingår i släktet Titanoeca och familjen stenspindlar. Inga underarter finns listade i Catalogue of Life.